# Kristallvatten

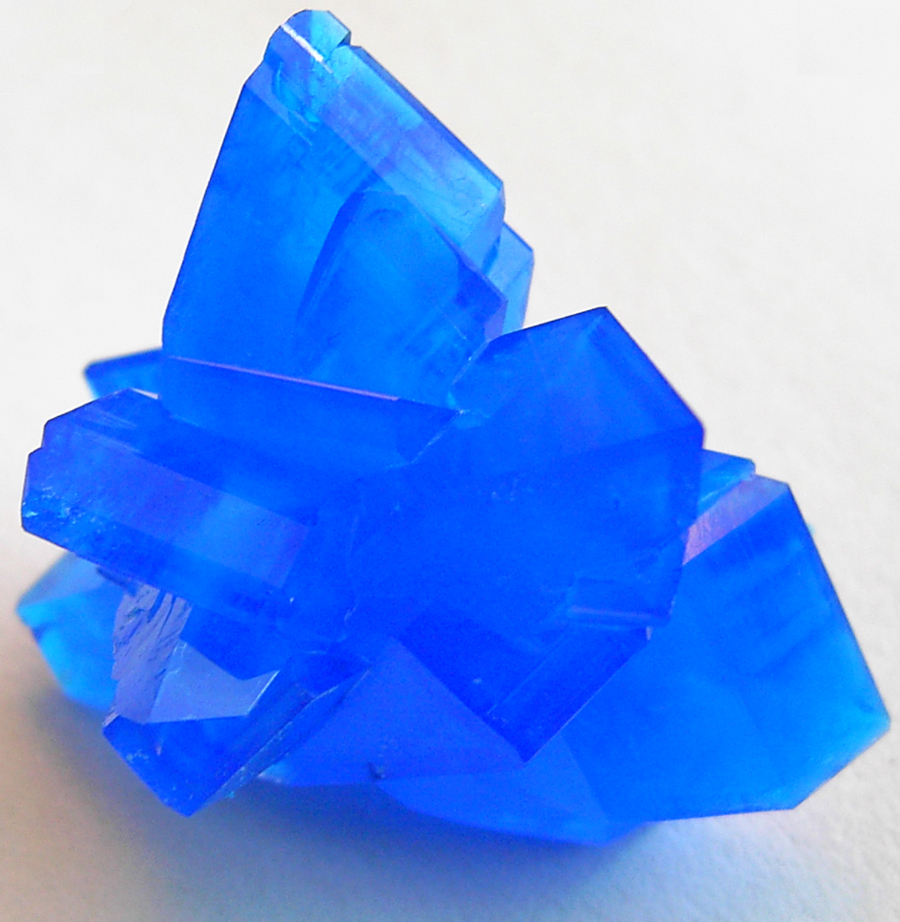
En kristall som består av blå kopparsulfat, dvs CuSO_{4} · 5H_{2}O. När den upphettas omvandlas den till ett gråvitt pulver i samband med att kristallvattnet förångas.

Kristallvatten är inom kemin en beteckning på vattenmolekyler som har bundits i kristaller av olika slag. Ett exempel på detta är kopparsulfat (CuSO4) som finns i två former: blå med kristallvatten och gråvit utan kristallvatten. Blå kopparsulfat betecknas CuSO4 · 5H2O och uttalas kopparsulfat pentahydrat. När ett ämne upptar kristallvatten sker normalt en värmeutveckling; att tillföra vatten till grå kopparsulfat så att kristallvatten bildas är alltså en exoterm reaktion. En del ämnen, exempelvis mangansulfat, har olika antal molekyler kristallvatten beroende på vilken temperatur som det kristalliserades vid. Kristallvatten och övrigt kemiskt bundet vatten avges vid upphettning. Kaolin avger sitt vatten först vid upphettning till ca 1000oC
Gips är ett material som drar nytta av skillnader i ett ämnes egenskaper när det har respektive inte har kristallvatten. Gips har den kemiska formeln CaSO4 · 2H2O. När man härdar gipset i en temperatur på cirka 200 °C försvinner kristallvatten och man får så kallad bränd gips. Bränd gips är fastare än gips och används i bland annat ansiktsmasker. Om bränd gips utsätts för väta tar kalciumsulfatet upp kristallvatten igen och mjuknar.